# Monacos Grand Prix 1969
Monacos Grand Prix 1969 var det tredje av elva lopp ingående i formel 1-VM 1969. 

## Resultat
1. Graham Hill, Lotus-Ford, 9 poäng
2. Piers Courage, Williams (Brabham-Ford), 6
3. Jo Siffert, R R C Walker (Lotus-Ford), 4
4. Richard Attwood, Lotus-Ford, 3
5. Bruce McLaren, McLaren-Ford, 2
6. Denny Hulme, McLaren-Ford, 1
7. Vic Elford, Antique Automobiles/Colin Crabbe Racing (Cooper-Maserati)

### Förare som bröt loppet
- Jacky Ickx, Brabham-Ford (varv 48, upphängning)
- Jackie Stewart, Tyrrell (Matra-Ford) (22, bakaxel)
- Jean-Pierre Beltoise, Tyrrell (Matra-Ford) (20, bakaxel)
- Chris Amon, Ferrari (16, differential)
- Pedro Rodríguez, Reg Parnell (BRM) (15, motor)
- Silvio Moser, Bellasi (Brabham-Ford) (15, bakaxel)
- John Surtees, BRM (9, växellåda)
- Jack Brabham, Brabham-Ford (9, olycka)
- Jackie Oliver, BRM (0, olycka)